# Jadallys
Jadallys est un groupe de rock français, originaire de Paris. Le style musical du groupe se définit, à partir de 2019, comme un rock aux accents soul.
Les débuts du groupe, en 2001, ont été marqués par des influences progressives et expérimentales, empruntant à la fois au métal, à la musique classique, ainsi qu’aux poètes français du XIXe siècle et aux univers du cinéma fantastique, de la littérature ou de la bande dessinée.
Peu à peu, à l'occasion de multiples changements de line-up, la direction musicale de Jadallys a évolué et le passage à une musique mélodieuse, parfois interprétée en acoustique, apparaît dès 2008. Puis les textes sont chantés en anglais à partir de 2014.
À partir de 2018, la musique change, les guitares au son rock se mêlant à une section rythmique empreinte de touches funk.

## Biographie

### Années 2000
Le groupe est formé en 2001. Les membres fondateurs, Selene (chant), Tino (guitares), Ded (basse), sont tous issus de Jade, une formation pop rock expérimentale qui connait deux ans d’existence (1998-2000) et de nombreux concerts, mais n'a pas sorti d'album. Le nom du groupe est le résultat d'une fusion de « Jade » et « Alice », en référence au conte Alice au pays des merveilles[réf. nécessaire]. Le groupe s'ancre dans un style sombre, mais avec de vastes incursions musicales dans des domaines très divers. On verra ainsi Jadallys se produire à de nombreuses reprises dans les concerts et festivals des mouvances rock, voire métal.
En 2004 sort Le Silence, un album produit sous le label Brennus Music. La pochette de l'album ainsi que le visuel de Jadallys sont réalisés par Jodrel, artiste-peintre & illustrateur, qui officiera également aux claviers pendant près de deux ans dans le groupe 
En 2007, le second album, Labyrinthes, est produit par Stéphane Buriez. L'album sort chez Underclass (distribution physique) et Cheap Noiz Records (distribution internet). La couverture de l'album est réalisée par l'auteur de bandes dessinées Éric Liberge,. De nombreux concerts et festivals suivent.
Fin 2009, Jadallys se met à revisiter ses titres en formation acoustique. Ceci marque une étape décisive dans la vie du groupe qui va, à partir de là, s’engager dans une profonde mutation, alliant les sons de l’acoustique et de l’électronique, modifiant peu à peu sa musique.

### Années 2010
En 2010 sort un DVD de la tournée acoustique française de 2009. Dans le DVD figure, en version acoustique, un nouveau morceau intitulé Tomorrow, chanté en anglais : cette chanson marque une autre étape dans la vie du groupe, celle du changement de langue d’expression, l’anglais ayant désormais été adopté pour les textes de l’opus à venir[réf. nécessaire].
Jadallys se consacre, entre 2012 et 2014, à la composition de son quatrième album The Elemental Tales.La sortie de "The Elemental Tales" s'effectuera à la fin de l’année 2014. Cet album poétique est entièrement chanté en anglais. Il permet à Jadallys d'être écouté par un public plus international et recueille de nombreux témoignages enthousiastes de nouveaux fans, notamment en provenance du continent nord-américain et du Japon.
En 2014, les quatre musiciens de Jadallys, Sélène, Tino, Ded et Kristina, sont tous impliqués dans divers projets artistiques, culturels ou associatifs en marge du groupe : Sélène compose des œuvres instrumentales de musique d’obédience contemporaine ; Tino est investi dans la production et dans la création de son studio d'enregistrement, ainsi que dans la création d’œuvres graphiques ; Ded dirige un collectif d'artistes de spectacle et de musique et produit également des concerts et tournées de groupes de rock et de métal tout en étant également le bassiste d'Innerchaos et de Monolithe ; Kristina suit une carrière parallèle de chanteuse et compositrice sous le pseudonyme de Kristina Vaughan, tout en s’occupant de promotion d’artistes.
Début 2019, dix nouvelles compositions sont prêtes et le groupe change sa section rythmique. Le line-up est désormais le suivant : Sélène (Chant), Tino (Lead guitar), Zoë Cranford (Guitare rythmique), Kristina Vaughan (Claviers), Capucine Hausslein (Basse), Ronald Brissac (Drums). Le groupe projette de publier sur les réseaux sociaux, dès novembre 2019, des vidéos de ses répétitions, dans l'attente de la réalisation d'un futur album.
De nombreux musiciens se sont succédé dans Jadallys, de 2000 à 2020. La plupart d’entre eux disposaient d’une formation classique ou jazz, beaucoup ont participé activement aux arrangements de la musique issue des deux principaux auteurs-compositeurs (Selene et Tino), tous ont apporté une touche personnelle suffisamment forte pour que l’on puisse aisément percevoir les différentes périodes de la vie du groupe[réf. nécessaire].

## Membres

### Membres actuels
- Sélène - chant
- Tino - guitare
- Kristina Vaughan - clavier, chœurs
- Zoë Cranford - guitare
- Capucine Hausslein - Basse
- Ronald Brissac - Batterie

### Anciens membres
- Stan Davenel – percussions (1998-1999)
- Philippe – batterie (1998-2000)
- Sébastien Joly – batterie (2000-2005)
- Nath - clavier (2001-2003)
- Jodrel – clavier (2003-2005)
- Damien Badey – clavier, samples (2005)
- Thibault Faucher - batterie, percussions (2005-2011)
- Olivier Defives (Ded) - Basse (1998-2018)